# Szymon Szymonowic
Szymon Szymonowic herbu Kościesza odm., inna forma nazwiska: Simon Simonides Bendoński (ur. 24 października 1558 we Lwowie, zm. 5 maja 1629 w Czernięcinie) – polski humanista i poeta okresu renesansu. Stworzył polską nazwę gatunku – sielanka.

## Życiorys
Był synem Szymona z Brzezin (Mazowsze), który był: mistrzem nauk wyzwolonych i filozofii, rektorem szkoły katedralnej, rajcą lwowskim, trudniącym się krawiectwem i handlem, oraz Katarzyny ze Śmieszków Gajzlerowej. Według innej wersii, był synem Rusina Szymona z Brzeżan
W latach 1570–1575 uczęszczał do lwowskiej szkoły katedralnej. Następnie od roku 1575 studiował w Akademii Krakowskiej na wydziale sztuk wyzwolonych, gdzie był uczniem: Jakuba Górskiego, Stanisława Sokołowskiego i Marcina z Ujazdowa. W roku 1577 otrzymał stopień bakałarza artium. Studia kontynuował we Francji i Belgii, prawdopodobnie dopiero zimą 1580/1581. Do Polski wrócił przed rokiem 1583 i osiadł we Lwowie, zajmując się tam pracą pedagogiczną. W tym czasie przyjaźnił się z: Janem Ursynem Niedźwieckim i Tomaszem Dreznerem. Od roku 1586 (lub w 1587) związany był z Janem Zamoyskim (sławił go w swych wierszach), z którym współorganizował w latach 1593–1605 Akademię Zamojską (jej otwarcie nastąpiło w roku 1595). Dzięki niemu uzyskał na sejmie roku 1590 tytuł szlachecki, herb Kościesza z odmianą i przybrał przydomek Bendoński. W tym samym roku 1590 otrzymał nominację na poetę Sacrae Maiestatis Regiae, a papież Klemens VIII przysłał mu podobno wieniec poetycki w zamian za dedykowany mu poemat Joel propheta z roku 1593. Równocześnie (1595) dzięki staraniom poety powstała w Zamościu wzorowa drukarnia przy Akademii Zamojskiej. W roku 1599 opuścił Lwów i przeniósł się do Zamościa. W roku 1598 otrzymał od kanclerza w dzierżawę kilka wiosek, m.in. Czernięcin w powiecie krasnostawskim, gdzie często przebywał. Jednocześnie zajęty był zarządzaniem Akademią Zamojską. Dzięki samokształceniu zdobył wiedzę medyczną i leczył nawet syna hetmana, Tomasza, którego wychowaniem zajmował się w latach 1601–1614. Uwolniwszy się od zajęć pedagogicznych osiadł na stałe w ulubionym Czernięcinie i oddał się intensywnie działalności literackiej. Korespondował z zagranicznymi filologami: Izaakiem Casaubonem, Justusem Lipsiusem, Caseliusem i Tomaszem Segethem.
Zmarł 5 maja roku 1629 w Czernięcinie a pochowany został w Zamościu. Jego bogata biblioteka przeszła na własność Akademii Zamojskiej. Rok jego śmierci zamyka epokę polskiego renesansu.

## Twórczość
Za najważniejsze dzieło Szymonowica uznaje się Sielanki wydane w 1614 roku w Zamościu. W 20 utworach tam zamieszczonych widoczne są odwołania do Teokryta, twórcy sielanki jako gatunku literackiego oraz do Wergiliusza i Jana Kochanowskiego. Szymonowic opublikował także 2 dramaty po łacinie: Castus Joseph (1587), Pentesilea (1618).

### Ważniejsze utwory
- Wierszyk łaciński na B. Paprockiego Gniazdo cnoty, (Kraków 1578); przedr. K. Heck "Szymon Szymonowicz", cz. 2, dod., Rozprawy AU Wydział Filologiczny, t. 37 (1903) i odb.
- Divus Stanislaus, powst.: w 1582 (opinia K. Hecka) lub 1583 (opinia R. Pilata), w latach 1575-1577, według T. Sinki, Estreichera i B. Nadolskiego w 1577; ogł. S. Grochowski Encomia divi Stanislai a duobus doctissimis viris conscripta, Kraków 1604; autograf: Biblioteka Jagiellońska, rękopis nr 2363, (poemat łaciński w 84 oktawach)
- Naenia funebris ad Stanislaum Socolovium... de morte Jacobi Gorscii, Kraków 1586, drukarnia A. Piotrkowczyk; przedr. S. Sokołowski Opera..., t. 1, Kraków 1591
- Castus Joseph (dramat), Kraków 1587, drukarnia Łazarzowa; przekł. polski pt. Castus Jozeph przekładania Stanisława Gosławskiego, Kraków 1597; przedr. R. Zawiliński, Kraków 1889, BPP nr 5
- Flagellum livoris. Continens omnia fere metrorum genera, quibus usus est Horatius, Kraków 1588, drukarnia Łazarzowa; przekł. polski: Siedem ód przeł. K. Zubowski: Zebrane wiersze, t. 2, Warszawa 1786, (utwór wyd. anonimowo, poświęcony J. Zamoyskiemu; napisany po zwycięstwie pod Byczyną; składa się z 19 ód)
- Aelinopaean (Lwów 1589, drukarnia M. Garwolczyk); przekł. polski: W. Strzałkowski Życie Szkoły, (Warszawa) 1936 i odb.; także wyd. Londyn 1962
- Epithalamium Serenissimi Sigismundi III, Poloniarum regis, et Annae, Caroli archiducis Austriae f[iliae], Lwów 1592, drukarnia M. Garwolczyk
- Repotia Zamosciana, Lwów 1592, drukarnia M. Garwolczyk; z rękopisu Ossolineum ogł. A. Bielowski "Szymon Szymonowicz", Pamiętniki AU, t. 2 (1875) i odb., (wiersz na ślub Jana Zamoyskiego z Barbarą Tarnowską)
- Imagines diaetae Zamoscianae, powst. 1592, wyd. Zamość 1604, drukarnia M. Łęski; przedr. W. Hahn "Wybór poematów łacińskich", Sprawozdania Gimnazjalne, Kołomyja 1899 i odb.; przekł. polski (fragm.): W. Syrokomla "Obrazy na sali w Zamościu", Athenaeum 1847
- Joel propheta (poemat), Kraków 1593, drukarnia Łazarzowa; przekł. polski: J. Minasowicz pt. Joel prorok starozakonny. Do Klemensa VIII papieża. Z łac. wierszem polskim nierytmowym przełożony, Warszawa 1772
- Ślub... na feście Jego Mości Adama Hieronima Sieniawskiego, Lwów 1593, drukarnia M. Bernarth; umieszczony następnie z nieznaczną zmianą wśród Sielanek jako sielanka 11.
- Philaenarae... ad Adamum Hieronymum Sieniavium, Zamość 1600; pt. Philaenon arae..., Zamość 1600 (2 odbicia ze zmienionym tytułem); wyd. następne: przedr. J. S. Bandtkie Miscelanea cracoviensia nova, fasc. 1, Kraków 1829, s. 22-31; z egz. niekompletnego Ossolineum (bez dwóch kart środkowych: 3 i 4), wyd. A. Bielowski Pamiętniki AU, t. 2 (1875) i odb.; K. Heck: "Szymon Szymonowicz", cz. 2, dod., Rozprawy AU Wydział Filologiczny, t. 37 (1903) i odb., (dramat polityczny zachęcający do obrony Wołoszczyzny)
- Hercules nprodiceus, Zamość 1602, drukarnia M. Łęski; przekł. polski (fragm.): W. Syrokomla Dzieje literatury w Polsce, t. 3, wyd. 2, Warszawa 1875, s. 48 nn.
- Trophaeum Stanislai Zolkevii Scythis caesis, fugatis, Zamość 1606, drukarnia M. Łęski; przedr. (wraz z odą do Tomasza Zamoyskiego), W. Hahn "Zapomniane utwory łacińskie S. Szymonowicza", Przewodnik Naukowy i Literacki 1902 i odb.
- Lutnia rokoszańska, powst. październik 1607, wyd. A. Bielowski "Poeci polscy XVII wieku", Biblioteka Ossolineum, t. 4 (1863); przedr. S. Węclewski, (zob. Wydania zbiorowe); w wyd.: "Sielanki wybrane i Lutnia rokoszańska", Warszawa 1921, Biblioteka Klasyków Polskich Wendego; wyd. krytyczne na podst. kilku rękopisów pod pierwotnym tytułem: "Rytm po pogromieniu na teraźniejsze rozruchy", J. Czubek Pisma polityczne z czasów rokoszu Zebrzydowskiego, t. 1, Kraków 1916, s. 315-322
- Halcyonia Poloniae Sacrae Regiae Majestatis et amplissimis Regni Poloniae Magnique Ducatus Lithuaniae ordinibus Franciscus Hilchen inscripsit et publice recitavit, Zamość 1608, przedr. W. Hahn "Zapomniane utwory łacińskie S. Szymonowicza", Przewodnik Naukowy i Literacki 1902 i odb., (wyd. anonimowo; zgodnie ze świadectwem J. Brożka autorem jest Szymonowic)
- Do Wacława Zamoyskiego, brak miejsca wydania (1610), przedr. A. Bielowski: "Szymon Szymonowicz", Pamiętniki AU, t. 2 (1875) i odb.; podobizna druku wyd. Lwów 1932
- Manes Barbarae de Tarnów ad Thomam de Zamoscio, filium unicum, Zamość (po roku 1610), drukarnia Akademii, przedr. A. Bielowski: "Szymon Szymonowicz", Pamiętniki AU, t. 2 (1875) i odb.
- Elegia (łacina), Zamość 1613, drukarnia M. Łęski, przedr. A. Bielowski: "Szymon Szymonowicz", Pamiętniki AU, t. 2 (1875) i odb.
- Sielanki, Zamość 1614, drukarnia M. Łęski; wyd. następne: Zamość 1614 (pomimo tej daty jest to zapewne wyd. nieco późniejsze); Zamość 1626 (2 edycje); pt. Sielanki teraz znowu przedrukowane z pierwszego exemplarza z przyczynieniem Nagrobków zielonych inszego autora (!), Kraków 1663; także Kraków 1686; ... Po czwarte znowu drukowane w Drukarni Mitzlerowskiej; w zbiorze Sielanki polskie z różnych autorów zebrane, Warszawa 1769, s. 1-102; także Warszawa 1778; 1805; wyd. J. N. Bobrowicz, Lipsk 1837, Biblioteka Kieszonkowa Klasyków Polskich, t. 38; Przemyśl 1857, Biblioteka Polska, zeszyt 114; wyd. krytyczne: S. Węclewski; J. Łoś (zob. Wydania zbiorowe); J. Pelc "Sielanki i pozostałe wiersze polskie", Wrocław 1964, Biblioteka Narodowa, seria I, nr 182
  - wybory sielanek wyd.: Sielanki wybrane i Lutnia rokoszańska, Warszawa 1921; A. Brückner "Sielanka polska XVII w.", Kraków 1922, Biblioteka Narodowa, seria I, nr 48; W. Taszycki Wybór tekstów staropolskich XVI-XVIII wieku, Lwów 1928; także wyd. 2 Warszawa 1955 (tylko Kołacze); 2 nagrobki przedr. J. Tuwim Cztery wieki fraszki polskiej, Warszawa 1937; także wyd. 2 Warszawa 1957; "Żeńcy", wyd. S. Papée, Kraków (1945); także wyd. 2 Kraków 1946; "Żeńcy", wyd. S. Seweryn, Warszawa 1947, Biblioteka Powszechna; "Żeńcy", wyd. F. M., Warszawa 1947; J. Kreczmar, J. Saloni Drogi i rozdroża, cz. 1: Z dziejów literatury i kultury staropolskiej. Wypisy, t. 2, Warszawa 1948; "Żeńcy i inne sielanki wybrane", wyd. S. Łempicki, Kraków 1948, Biblioteka Arcydzieł Poezji i Prozy nr 46; także wyd. 3, Kraków 1950; K. Budzyk, H. Budzykowa "Dwa nurty literatury mieszczańskiej XVII w. w Polsce", Warszawa 1951, Biblioteka Pisarzy Polskich i Obcych nr 62; "Żeńcy", wyd. Z. Libera, Warszawa 1953; "Sielanka grecka. Teokryt i mniejsi bukolicy, oprac. J. Łanowski, Wrocław 1953, Biblioteka Narodowa, seria II, nr 80 dod.; K. Budzyk, H. Budzykowa, J. Lewański Literatura mieszczańska w Polsce od końca XVI do końca XVII wieku, t. 1, Warszawa 1954; M. Hernasowa "Polska literatura mieszczańska XVII wieku. Wybór tekstów, Wrocław 1956, Nasza Biblioteka, S. Reczek pt. "Sielanki", Wrocław 1957, Nasza Biblioteka; J. Sokołowska "Poeci renesansu. Antologia", Warszawa 1959, Biblioteka Poezji i Prozy
  - przekł. czeski: F. W. Čelakovski w zbiorze: Všeslovanské počatečni čteni, Praga 1850
  - przekł. włoski: E. Damiani pt. "Le focacce. (Kołacze). Idillio di Szymon Simonides", Polonia – Italia 1937, nr 8/9
- Nagrobki zbieranej drużyny (34 epigramaty), ogł. w pierwszym (1614) i następnych wyd. Sielanek; w wyd. 1629 dodano jeszcze Nagrobki zielonej drużyny; przedr. S. Węclewski Sielanki i kilka innych pism polskich, Chełmno 1864
- Elegia na pogrzeb Wielmożnej Panny, Jej Mości Panny Zofiej Sieniawskiej, podczaszanki koronnej, Zamość 1617, drukarnia K. Wolbramczyk; przedr. K. Heck "Szymon Szymonowicz", cz. 2, dod., Rozprawy AU Wydział Filologiczny, t. 37 (1903) i odb.
- Pentesilea, Zamość 1618, drukarnia K. Wolbramczyk; przekł. polski: K. Zubkowski, Warszawa 1778; przed. pt. Helikonki, t. 1, Lublin 1789, (dramat łaciński)
- Hymny o męce Pańskiej (7), powst. 1619, wyd. A. Bielowski "Szymon Szymonowicz", Pamiętniki AU, t. 2 (1875) i odb.

Ponadto pisał: epigramaty, epitalamia, epitafia, wiersze dedykacyjne, ody (wiele z nich do rodziny Zamoyskich), wiersze religijne. Ogłaszali je: A. Bielowski "Szymon Szymonowicz", Pamiętniki AU, t. 2 (1875) i odb.; K. Heck "Szymon Szymonowicz", cz. 2, dod., Rozprawy AU Wydział Filologiczny, t. 37 (1903) i odb.; W. Hahn "Zapomniane utwory łacińskie S. Szymonowicza", Przewodnik Naukowy i Literacki 1902 i odb.; J. Pelc "Sielanki i pozostałe wiersze polskie", Wrocław 1964, Biblioteka Narodowa, seria I, nr 182. K. Heck w swej monografii Szymon Szymonowicz podaje streszczenie w języku polskim wielu drobnych utworów.

### Przekłady
- Salomon: Stateczna niewiasta. Przypowieści (przekł. 13-zgłoskowcem, fragmenty z rozdz. 31); wyd. w dziełku S. Sokołowskiego Epithalamion sive benedictiones nuptiales ad Serenissimum Sigismundum III, Kraków 1592; przedr. S. Węclewski (zob. Wydania zbiorowe)
- Pseudo-Herennius: (Enarratio in metaphysica Simone Simonida interpreta), Zamość 1604, (brak karty tytułowej; praca nieukończona; jest to komentarz do Metafizyki Arystotelesa; Szymonowic przełożył tekst grecki na łacinę (por. Prace edytorskie)
- Hymn o sądzie ostatecznym (Dies irae), powst. 1614, wyd. A. Bielowski "Szymon Szymonowicz", Pamiętniki AU, t. 2 (1875) i odb.; J. Pelc "Sielanki i pozostałe wiersze polskie", Wrocław 1964, Biblioteka Narodowa, seria I, nr 182.

### Prace edytorskie
- S. Epiphanii episcopi Cypri oratio in sepulturam corporis Domini, nunc primum in lucem edita ex bibliotheca Simonis Simonidae, Zamość 1604, drukarnia M. Łęski, (wyd. synoptyczne: tekst grecki i łaciński w przekł. S. Fenickiego)
- Pseudo-Herennius: (Enarratio in metaphysica Simone Simonida interpreta), Zamość 1604, (brak karty tytułowej; praca nieukończona; jest to komentarz do Metafizyki Arystotelesa; Szymonowic przełożył tekst grecki na łacinę), wyd. synoptyczne w jęz. greckim i łacińskim.

### Wydania zbiorowe
- Poematia aurea, Lejda 1619, (zawiera utwory łacińskie)
- Poetarum elegiographorum... nobili iuventuti Polonae propositi in exemplum; ze wstępem Crasauri Philomusi (nuncjusza apostolskiego A. M. Duriniego), Warszawa 1771, (zawiera utwory łacińskie)
- Sielanki i kilka innych pism polskich, wyd. S. Węclewski, Chełmno 1864
- Sielanki (1614) i inne wiersze polskie, wyd. J. Łoś, Kraków 1914, BPP nr 68; także wyd. 2 Kraków 1921.

### Listy i materiały
- Korespondencja z lat 1586-1629 (m.in. listy do i od: J. Dousy, S. Grochowskiego, D. Hilchena, A. Piotrkowczyka, S. Reszki, T. Segetha, M. Sobieskiego, S. Sokołowskiego, H. Ungera, Jana i Tomasza Zamoyskich), wyd. A. Bielowski "Szymon Szymonowicz", Pamiętniki AU, t. 2 (1875) i odb.
- List do J. Zamoyskiego, dat. we Lwowie 13 grudnia 1593, ogł. J. Ptaśnik "Cracovia impressorum XV et XVI saeculorum", Lwów 1922, Monumenta Poloniae Typographica XV et XVI saeculorum nr 778
- 5 listów do J. Zamoyskiego z lat 1593-1602, ogł. W. A. Maciejowski Piśmiennictwo polskie, t. 3 Dod., Warszawa 1852; ponownie S. Węclewski (zob. Wydania zbiorowe)
- 3 listy do Jana Dousy z lat: 1600, 1601, 1604 i 2 listy do Izaaka Casaubona z roku 1607, ogł. J. Kallenbach "Les Humanistes polonais", Index lectionum Universitatis Friburgensis per menses hiemales a. 1891/1892 i odb., Fryburg 1891
- List do Jana Ursyna z lat 1601-1602, ogł. K. Heck "Szymon Szymonowicz", cz. 2 Dod., Rozprawy AU Wydział Filologiczny, t. 37 (1903) i odb.; por. K. Heck "Korespondencja Andrzeja Piotrkowczyka z Szymonowiczem", Pamiętniki Literackie, rocznik 1 (1902)
- 2 listy do Walentego Fontany, z lat: 1601-1604, około 1613; z rękopisu Biblioteki Kórnickiej, sygn. 245, ogł. S. Bodniak "Dwa listy Szymonowicza", Pamiętniki Literackie, rocznik 28 (1931)
- 7 listów z lat 1602-1615 do: S. Knuta, M. Stephanidesa, T. Napiórkowskiego, S. Wioteskiego, T. Zamoyskiego, B. Kazanowskiego i P. Oleśnickiego, ogł. J. Przyborowski "Kilka nieznanych listów S. Szymonowicza", Biblioteka Warszawska 1895, t. 2
- List do Justusa Lipsiusa z roku 1604, ogł. W. Hahn "Nieznany wiersz S. Szymonowicza", Pamiętniki Literackie, rocznik 1 (1902)
- Listy do S. Grochowskiego z roku 1605, ogł. S. Węclewski (zob. Wydania zbiorowe)
- List do Henryka Ungera z roku 1614, ogł. W. A. Maciejowski Piśmiennictwo polskie, t. 3 Dod., Warszawa 1852; ponownie T. Wierzbowski Materiały do dziejów piśmiennictwa polskiego, t. 2, Warszawa 1904; podobizna: P. Chmielowski Historia literatury polskiej, t. 1; wyd. 2, S. Kossowski, Lwów (1914), s. 293
- List do rady miasta Lwowa z roku 1628, ogł. K. Heck "Listy S. Szymonowicza...", Przewodnik Naukowy i Literacki 1884, s. 72-74
- List do nieznanego z nazwiska adresata, prawdopodobnie Szymona Birkowskiego, brak daty, ogł. W. A. Maciejowski Piśmiennictwo polskie, t. 3 Dod., Warszawa 1852
- Od J. Zamoyskiego, dat. w Ożochowcach 13 kwietnia 1588, wyd. K. Lepszy Archiwum Jana Zamoyskiego, t. 4, Kraków 1948
- Dokumenty dot. spraw majątkowych, przywileje królewskie z lat 1590-1629; wyd. A. Bielowski "Szymon Szymonowicz", Pamiętniki AU, t. 2 (1875) i odb.

### Utwory o autorstwie niepewnym
- Dicta seu consilia de bello contra Turcam, Kolonia 1538, (autorstwo przyznali: L. Przyłęcki i K. Heck; zaprzeczyli: A. Brückner i Estreicher)
- In universum Aristotelis philosophiam commentarius, rękopis, (autorstwo przypisują: J. A. Jabłonowski i W. Hahn; przeczy K. Heck).

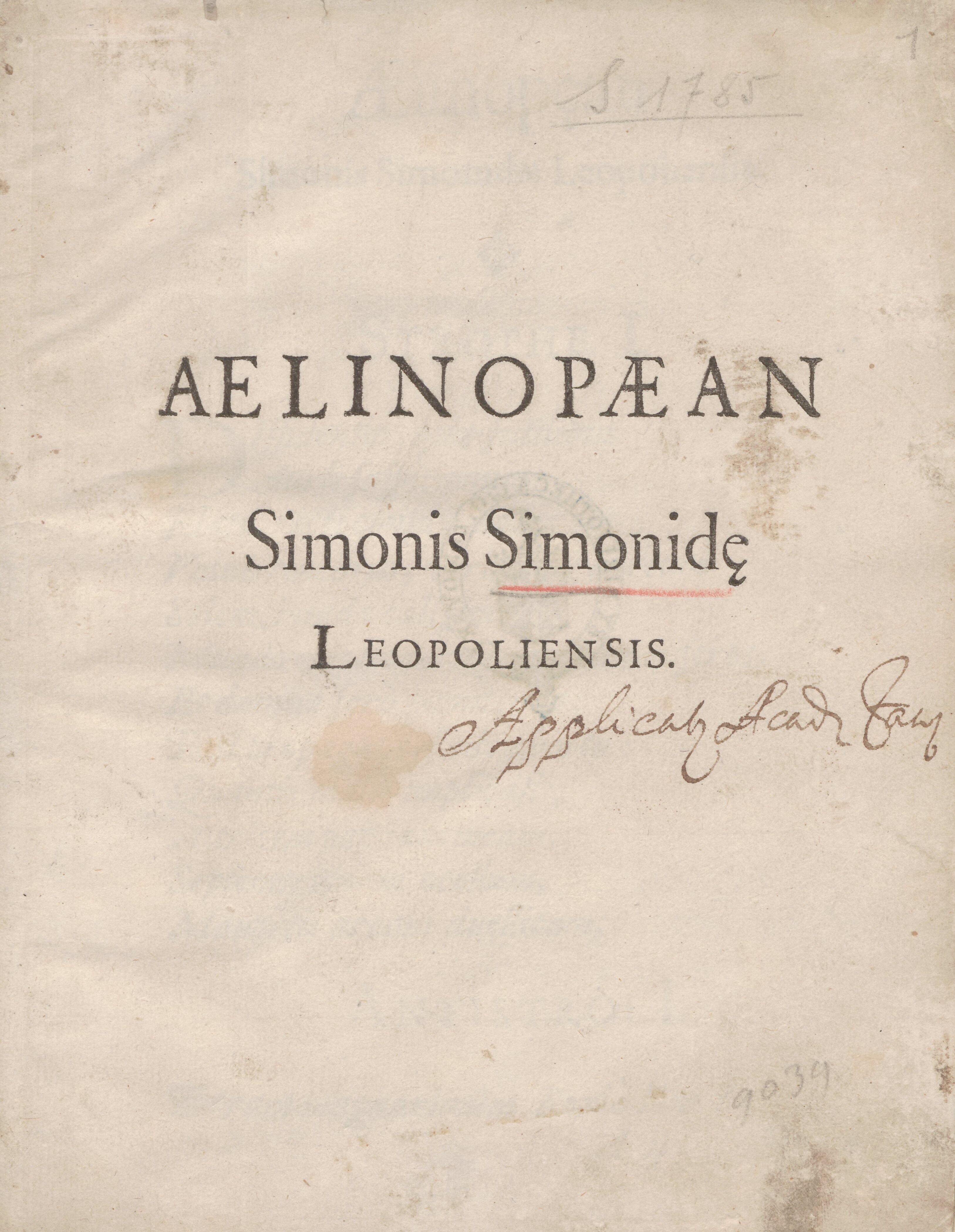
Aelinopaean 1589
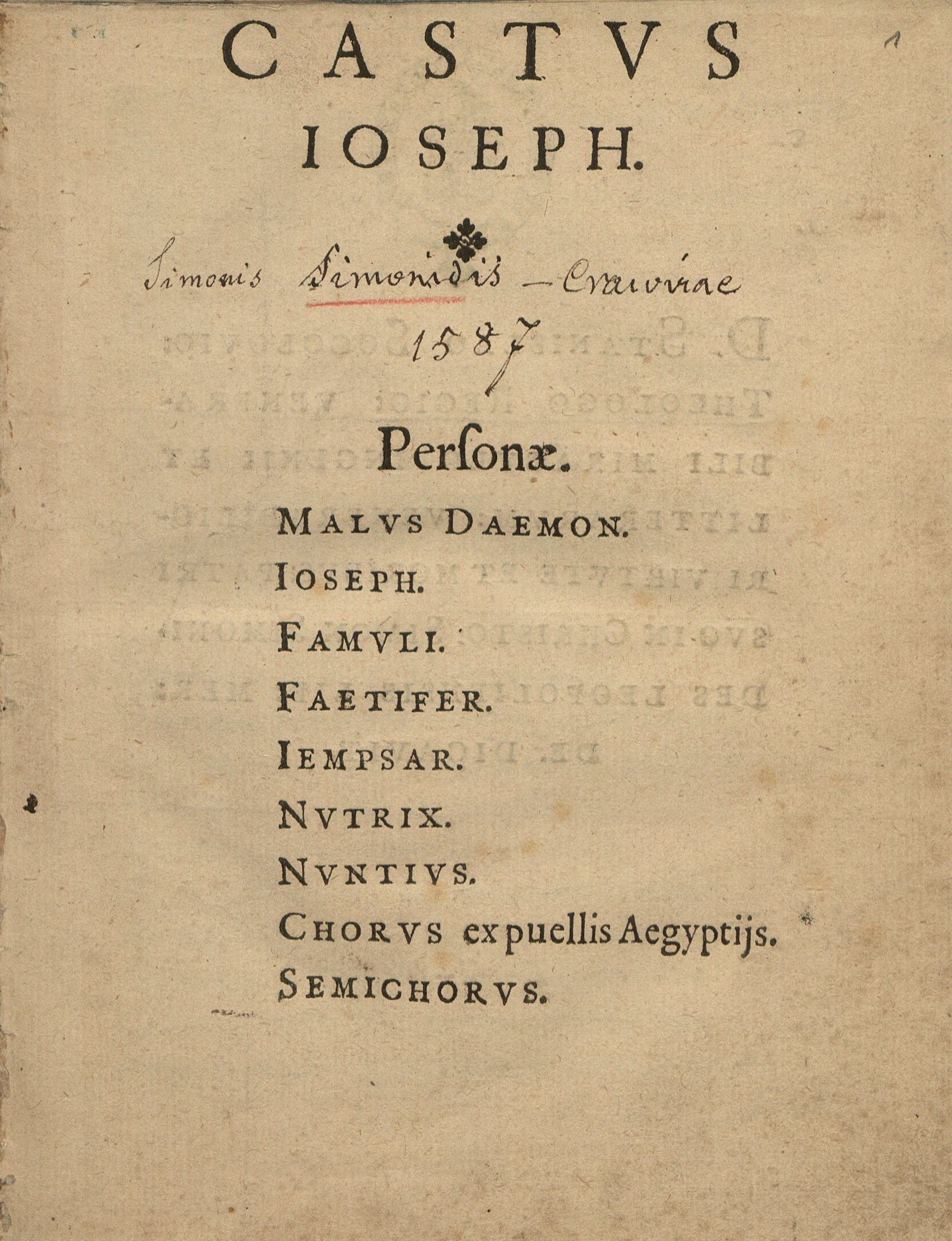
Castvs Ioseph 1587
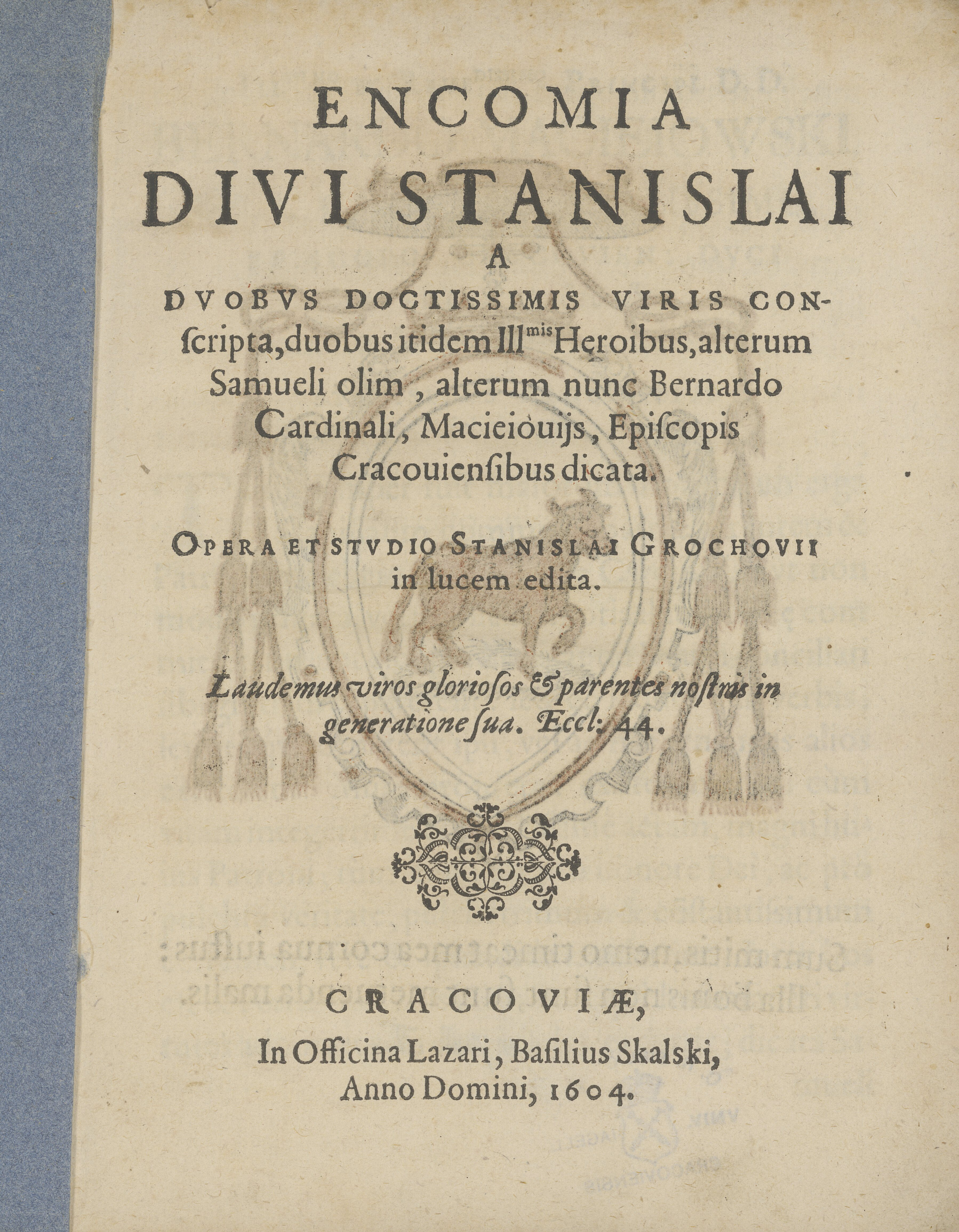
Encomia Divi Stanislai 1604
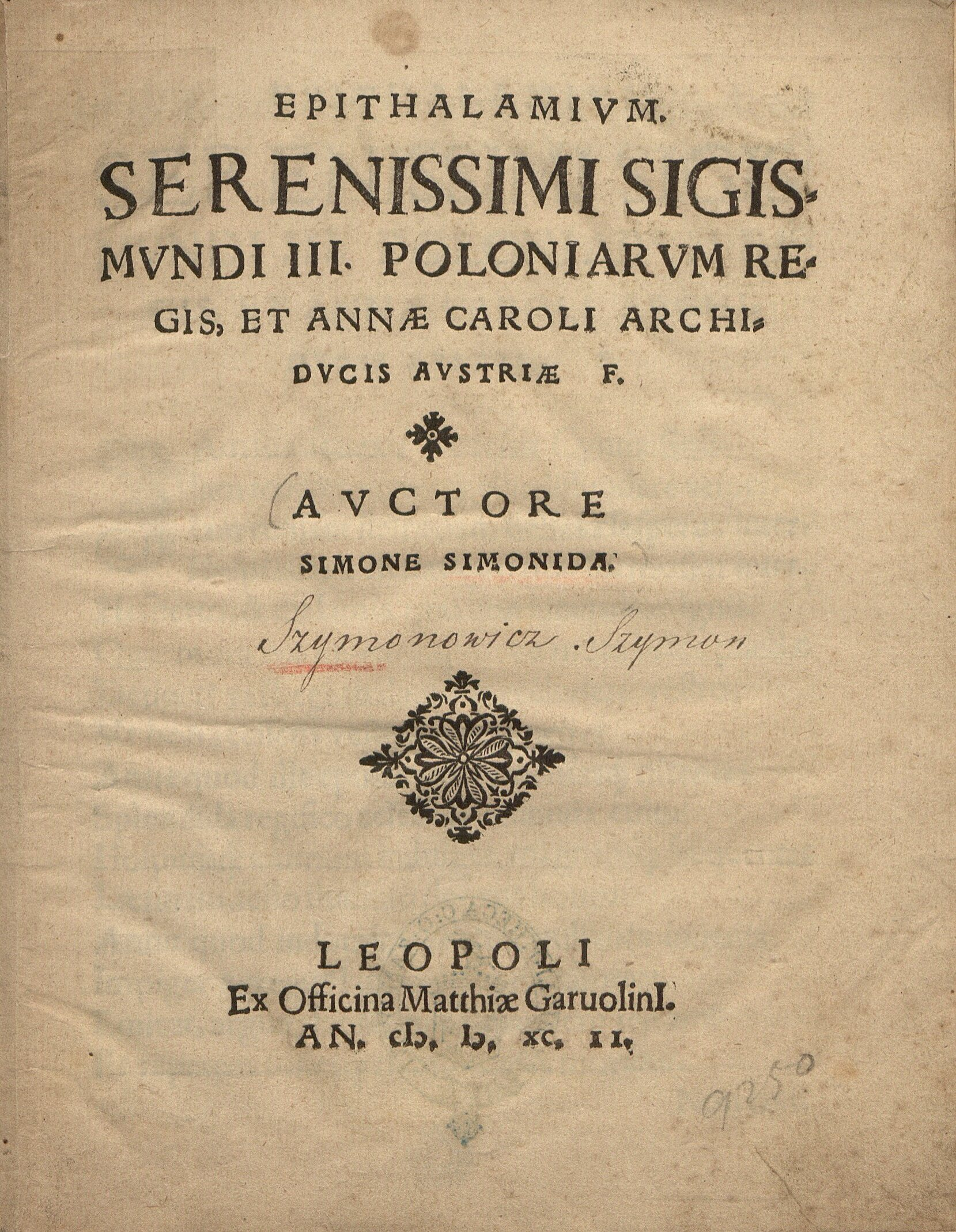
Epithalamivm serenissimi Sigismvndi III 1592
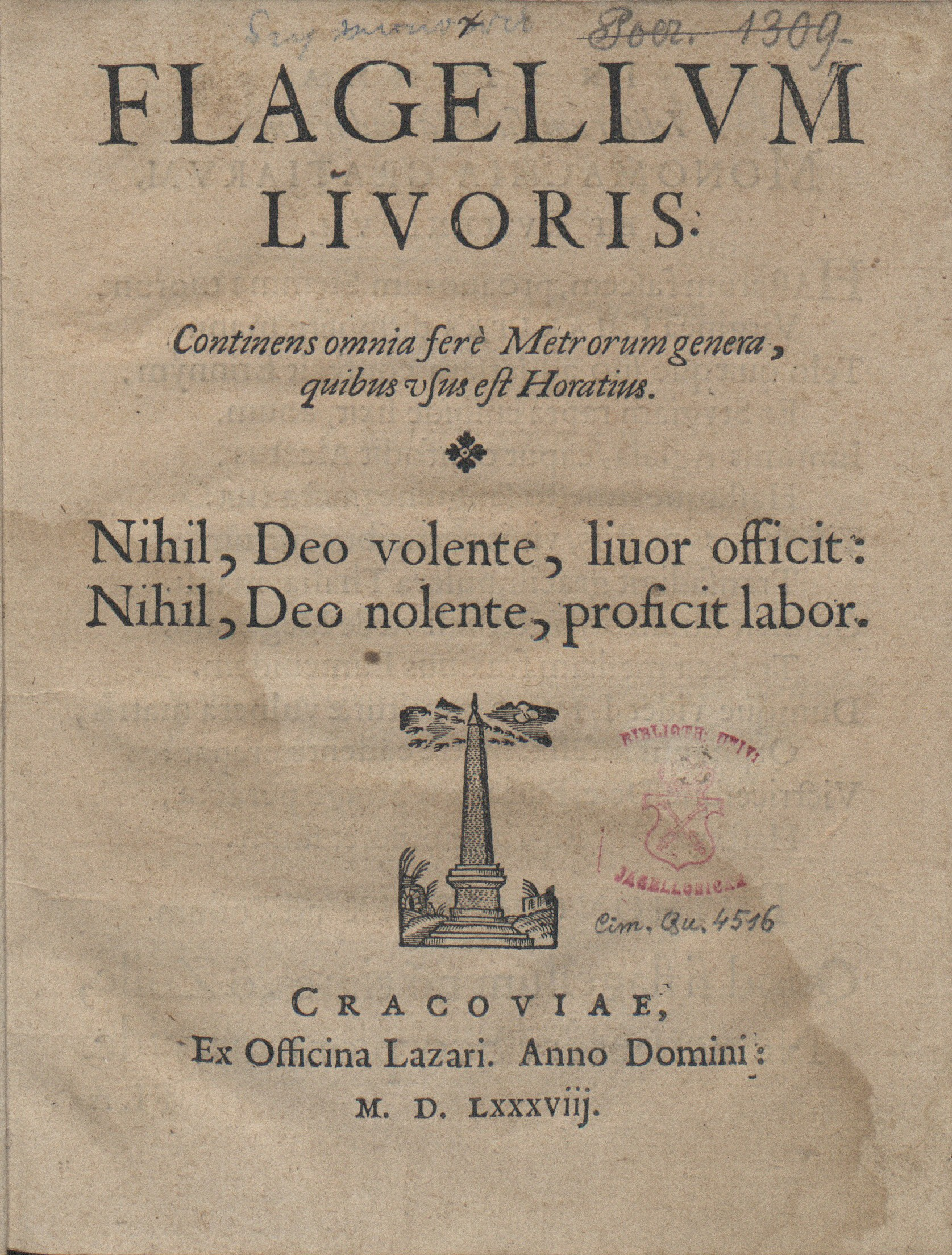
Flagellum livoris 1588
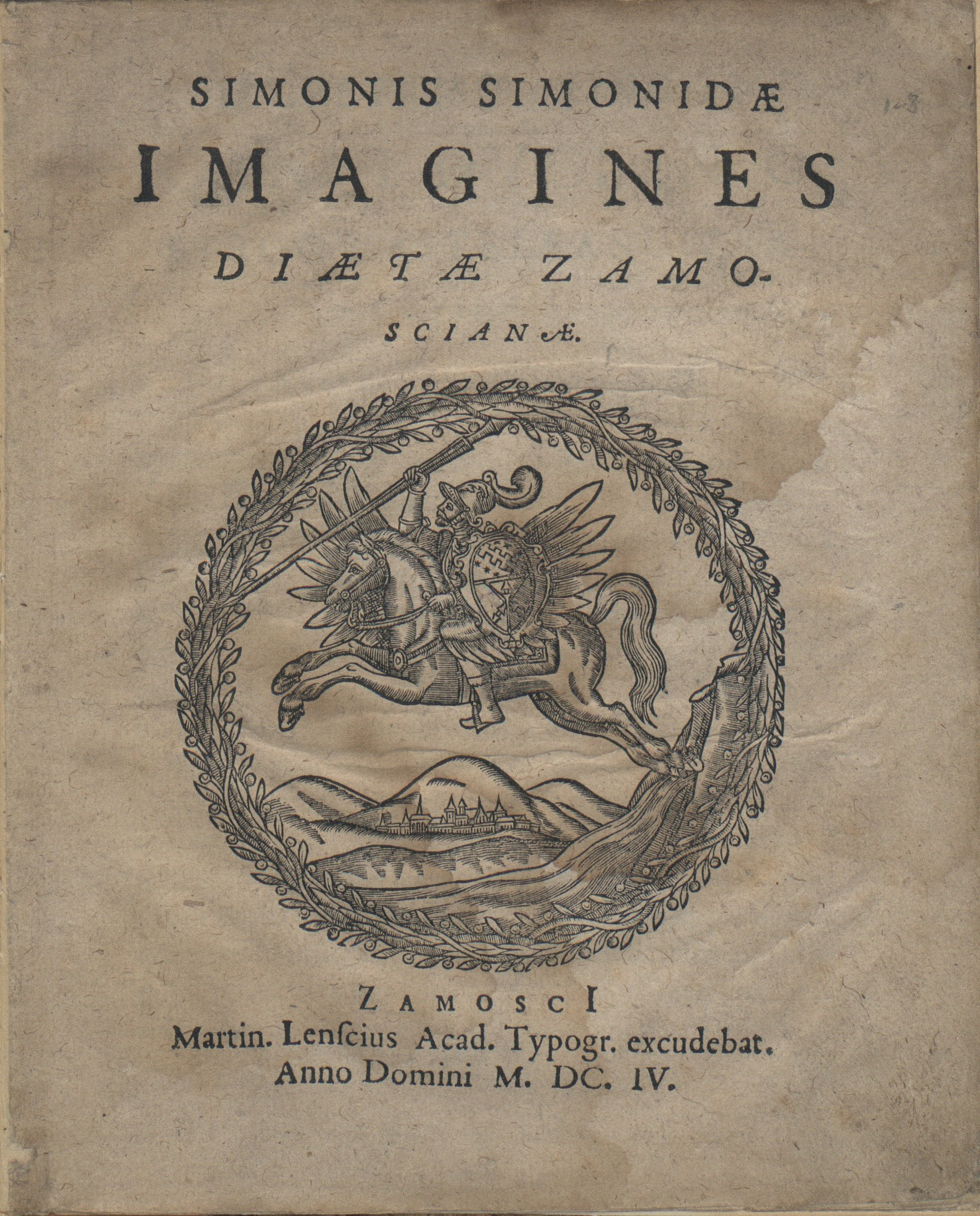
Imagines diaetae Zamoscianae 1604
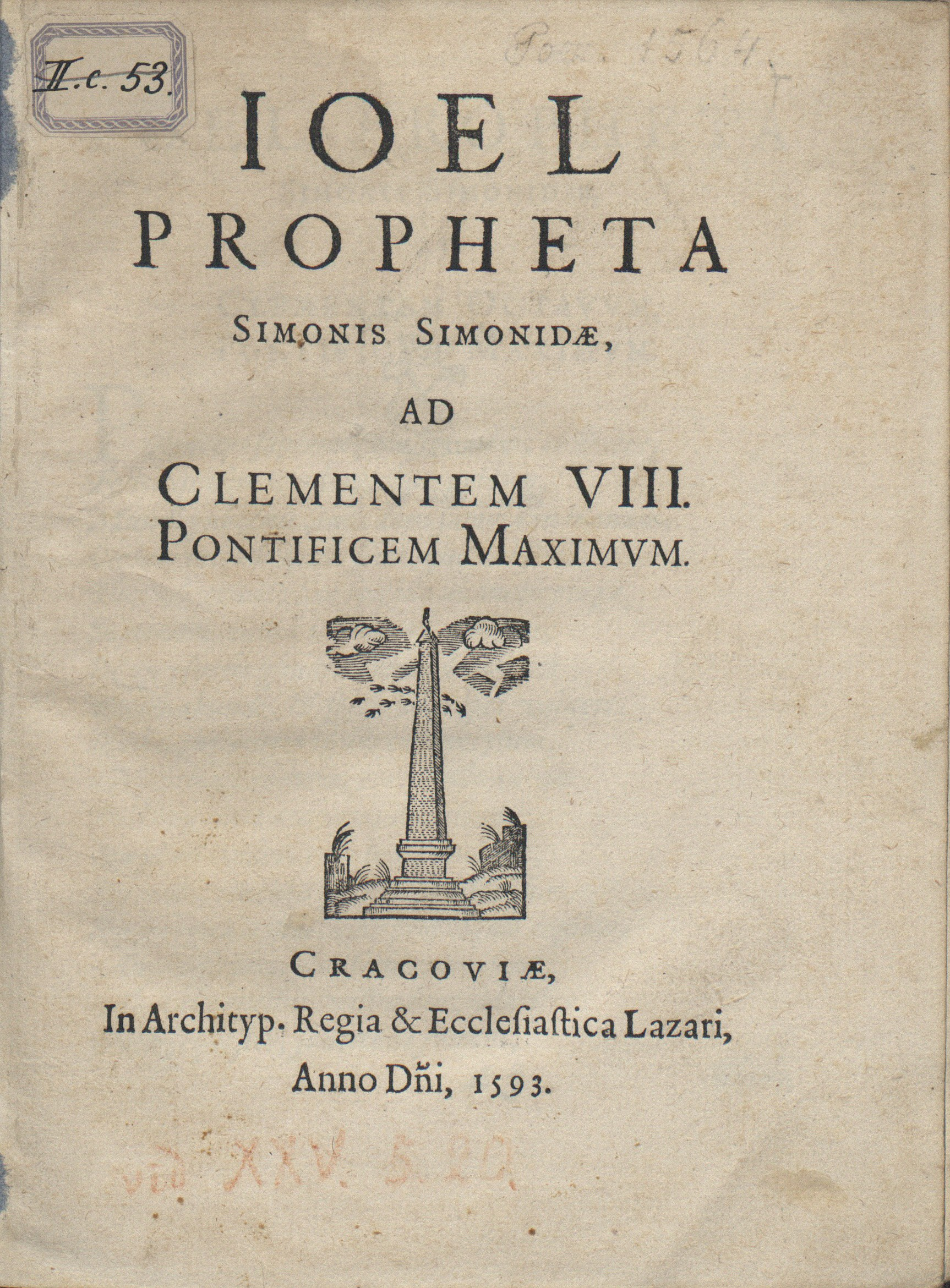
Joel propheta 1593
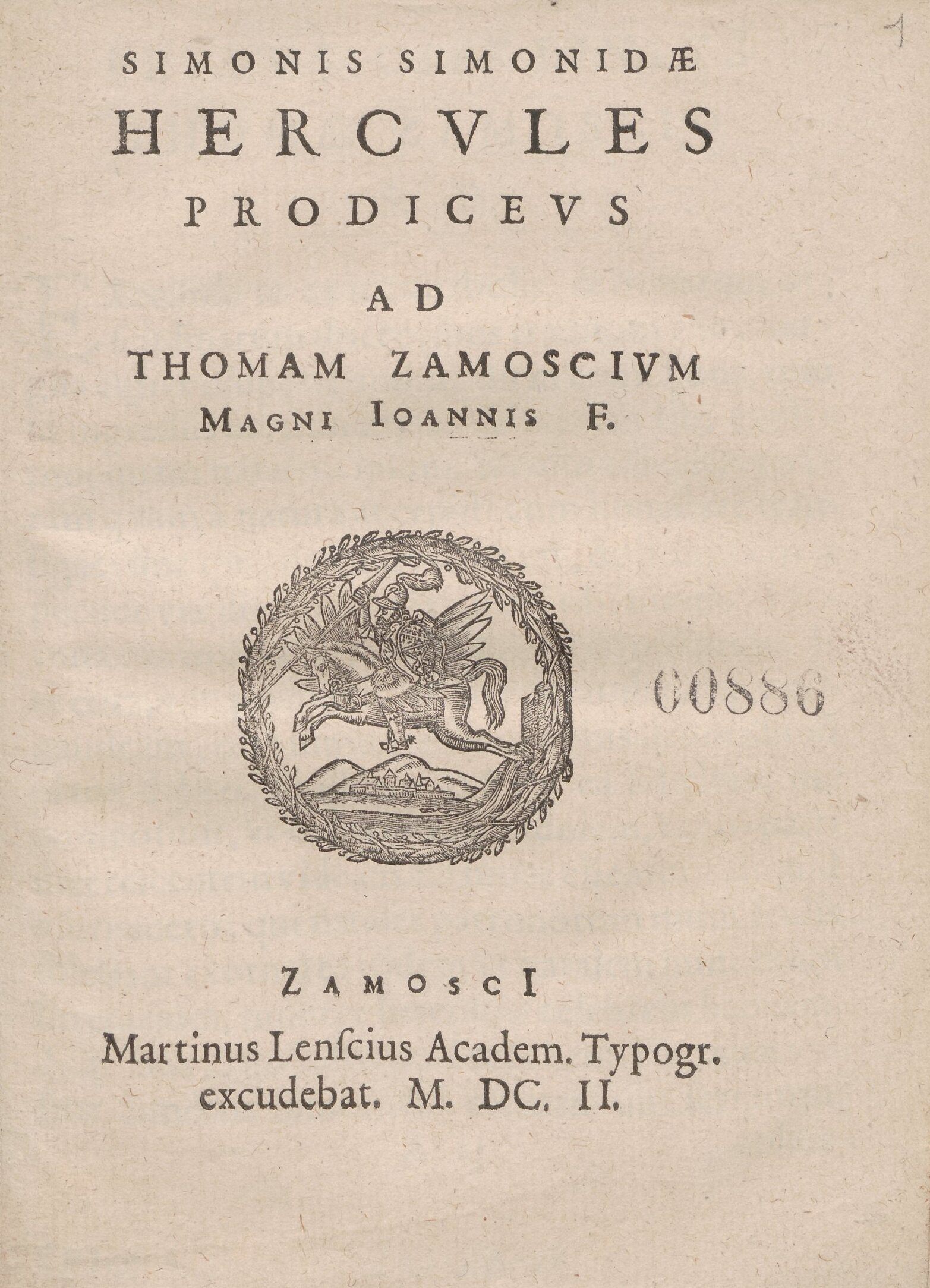
Hercvles prodicevs 1602
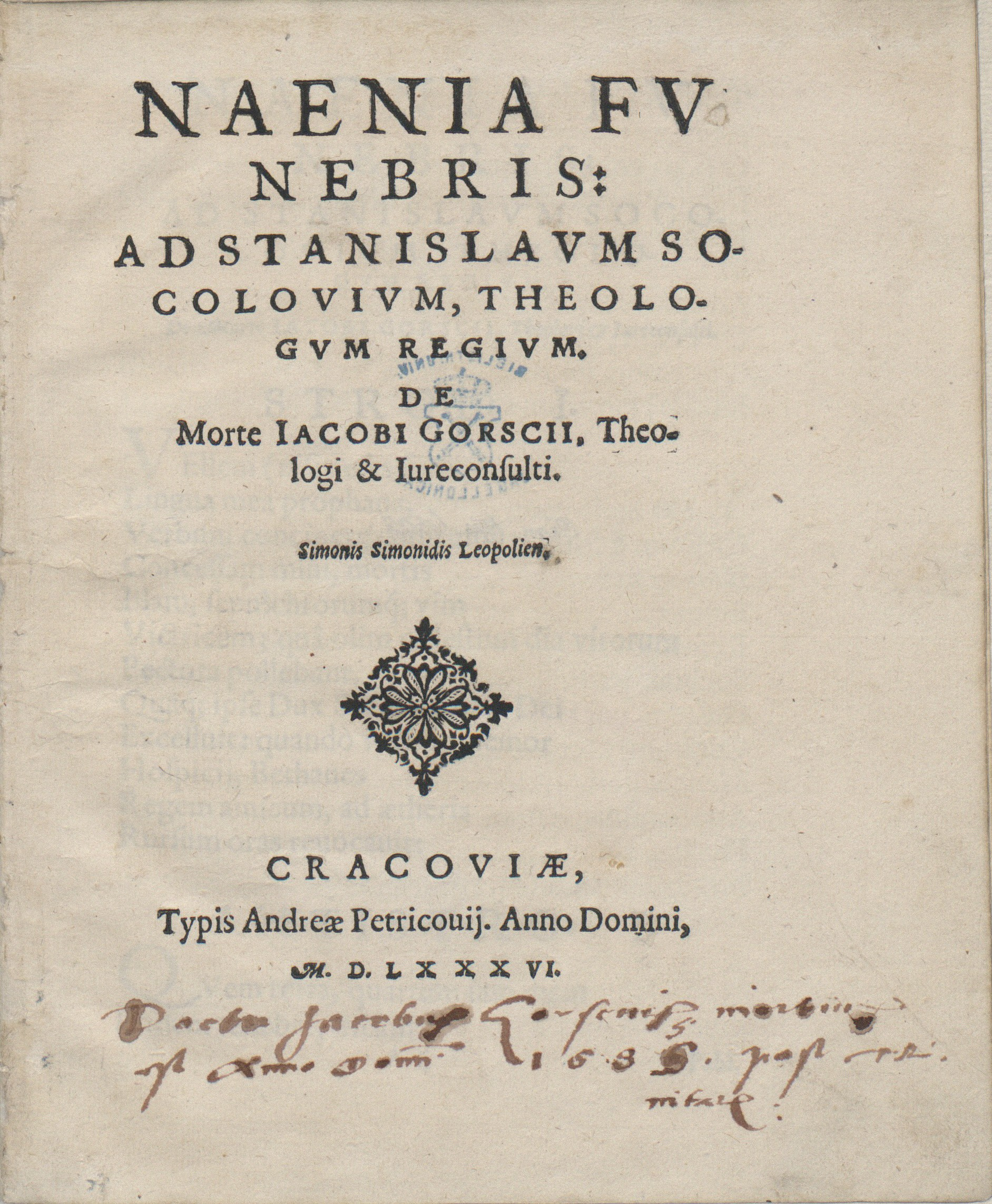
Naenia fvnebris ad Stanislavm Socolovivm 1586
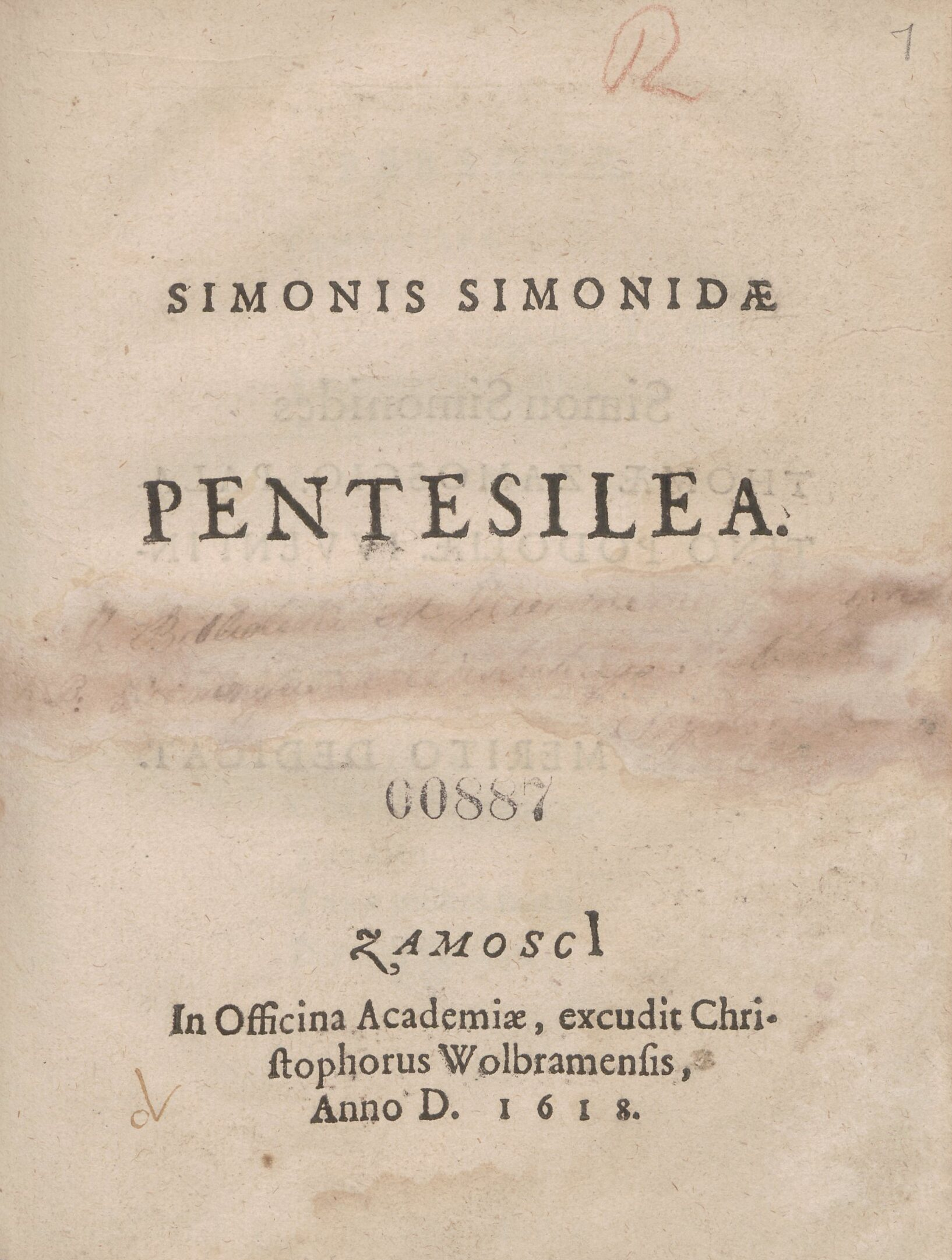
Pentesilea 1618
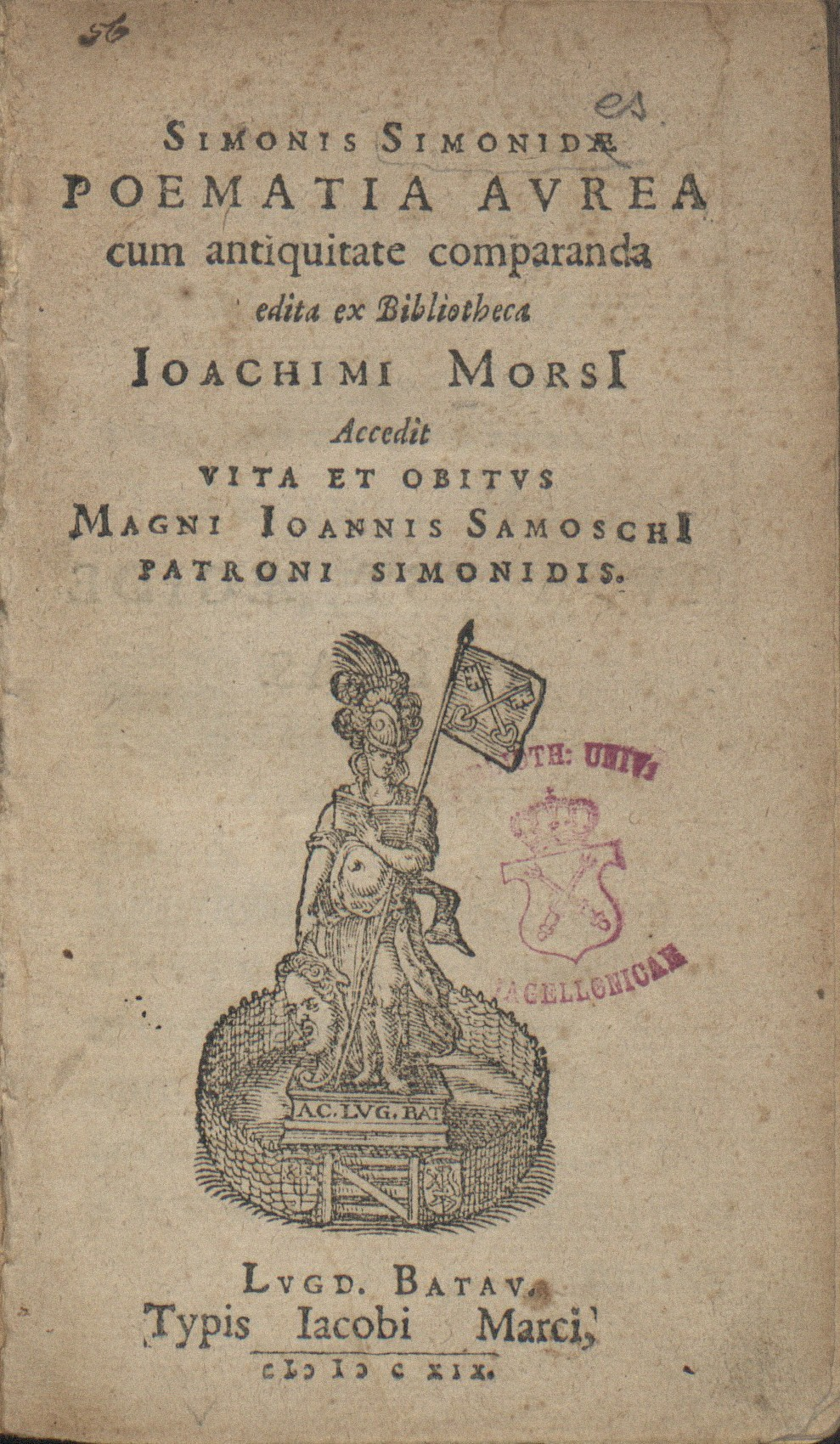
Poematia aurea cum antiquitate comparanda 1619
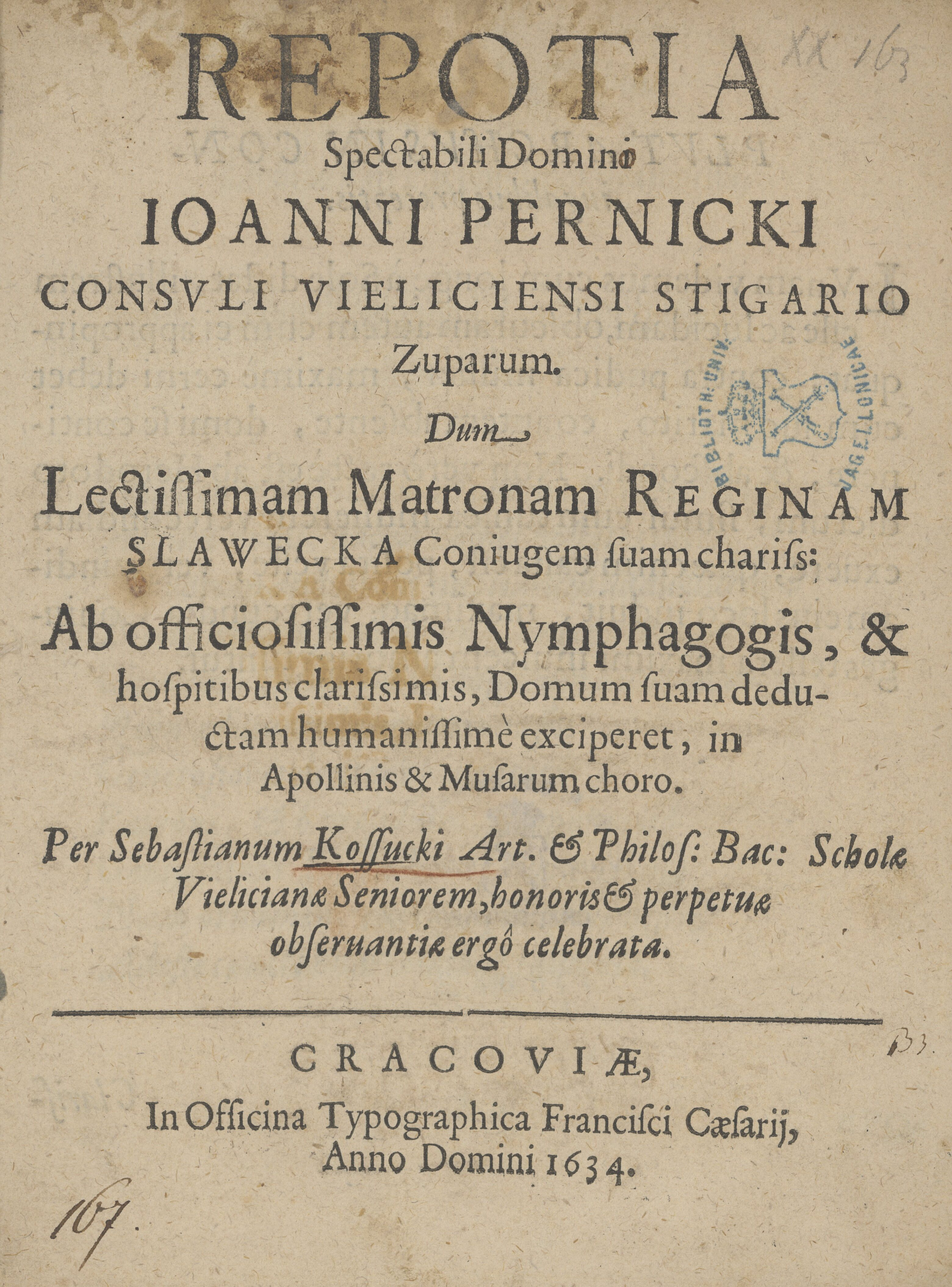
Repotia Spectabili Domini 1634
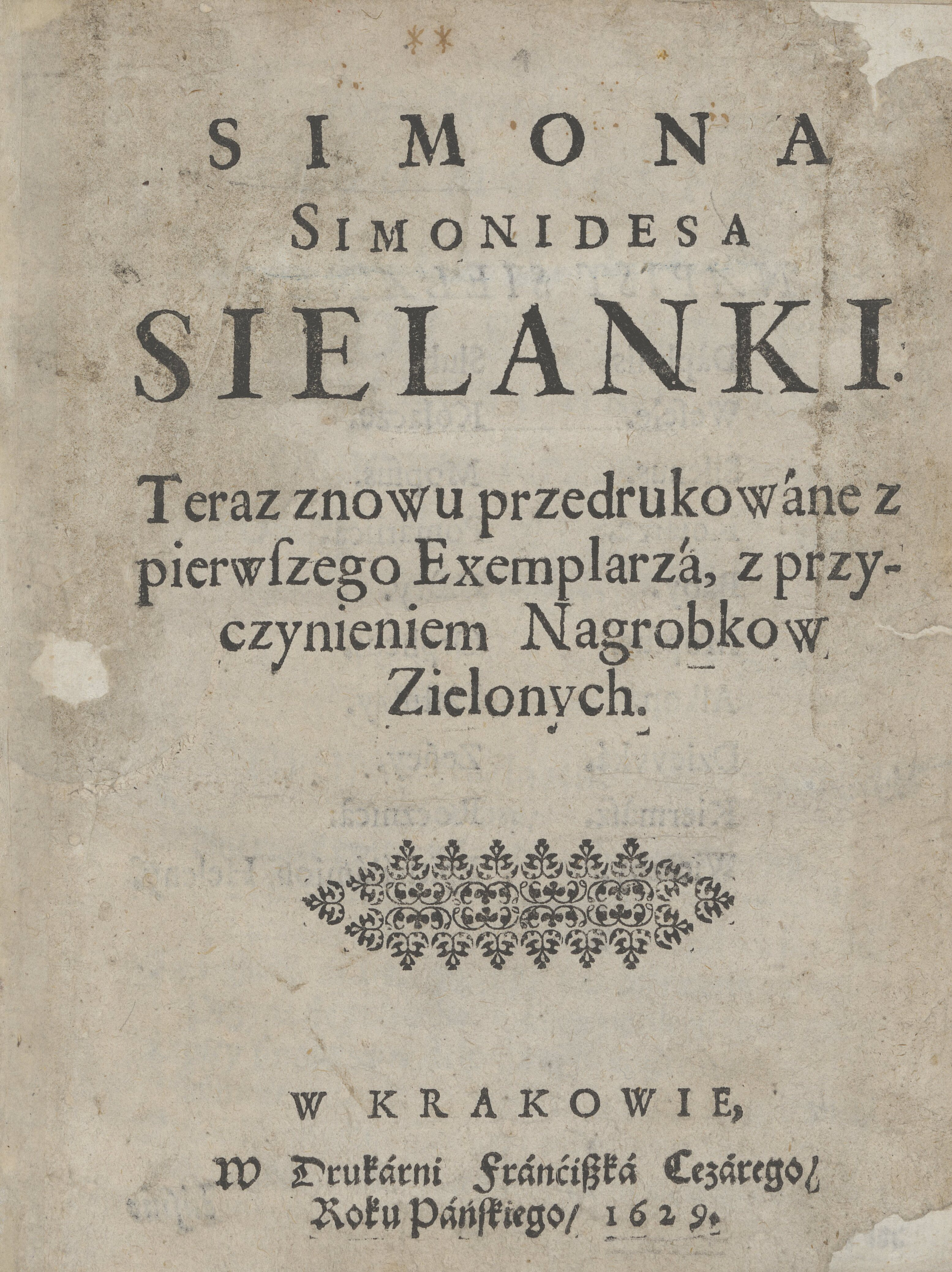
Simona Simonidesa Sielanki - z przyczynieniem Nagrobków zielonych 1629
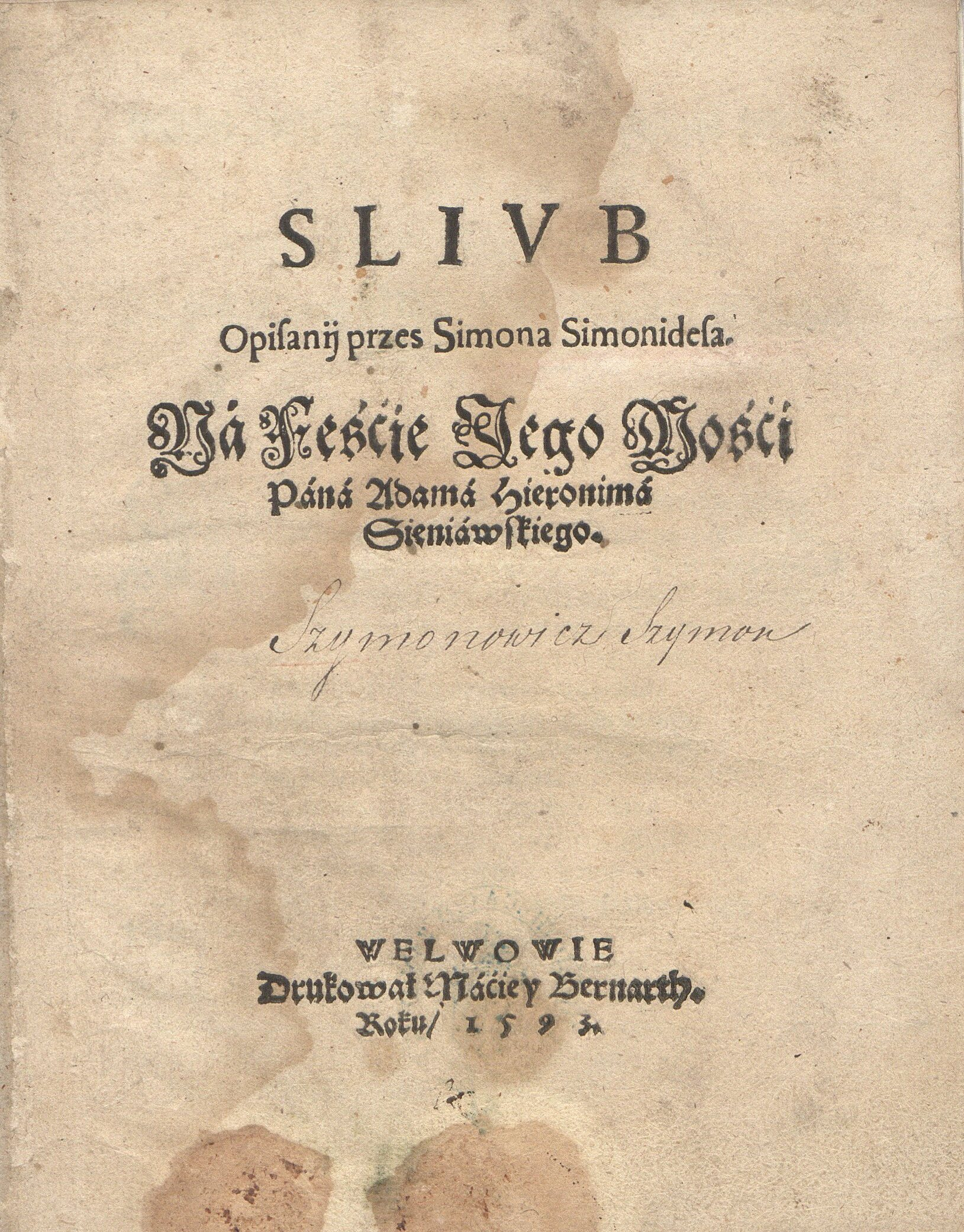
Slivb opisanij przes Simona Simonidesa na fescie jego mosci pana Adama Hieronima Sieniawskiego 1593